# Mleczaj lepki

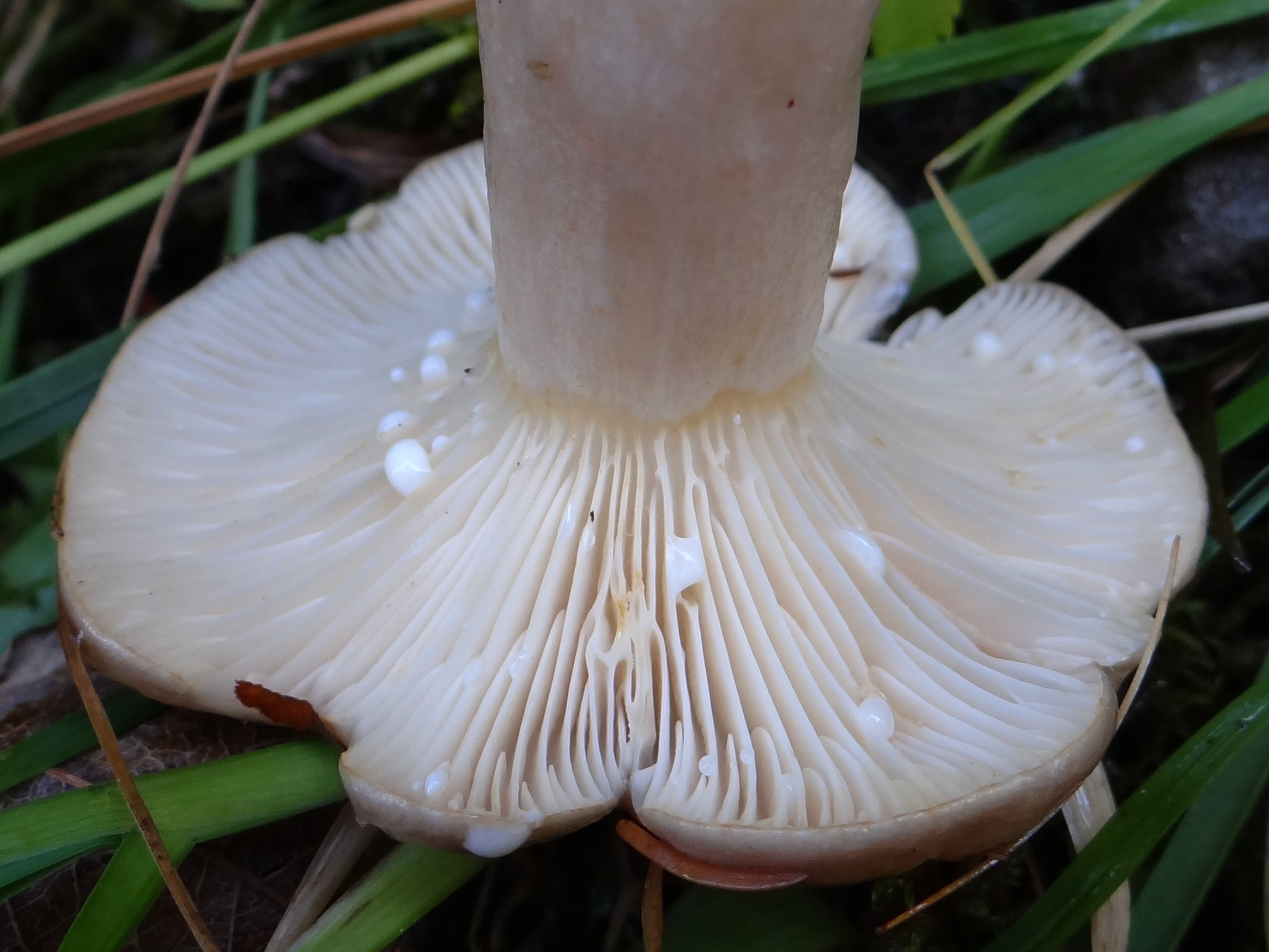

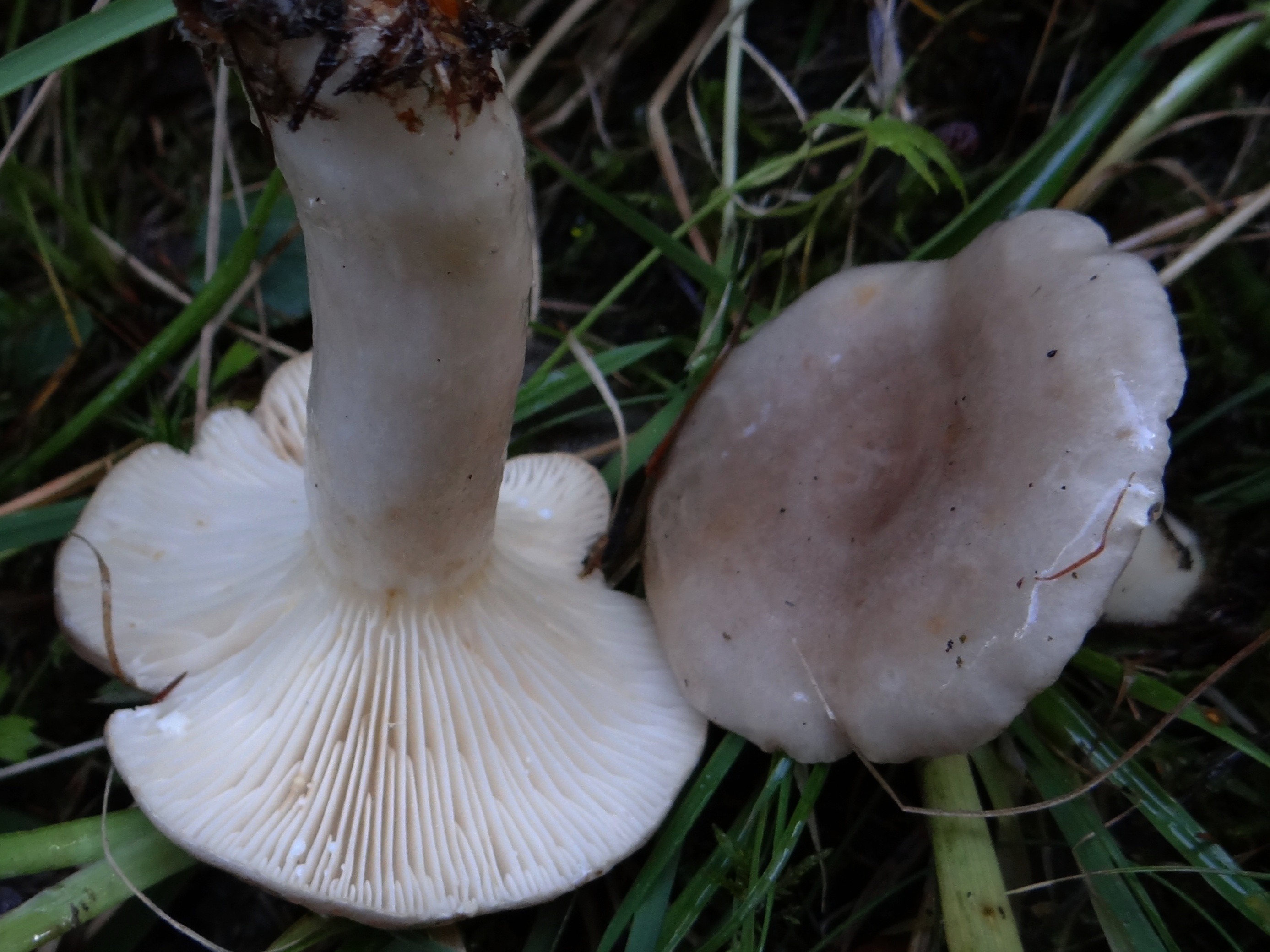

Mleczaj lepki (Lactarius uvidus (Fr.) Fr.) – gatunek grzybów należący do rodziny gołąbkowatych (Russulaceae).

## Systematyka i nazewnictwo
Pozycja w klasyfikacji według Index Fungorum: Lactarius, Russulaceae, Russulales, Incertae sedis, Agaricomycetes, Agaricomycotina, Basidiomycota, Fungi.
Gatunek ten został zdiagnozowany taksonomicznie po raz pierwszy przez Eliasa Friesa w drugim tomie „Observationes mycologicae” z 1815 r. (jako Agaricus uvidus). Do rodzaju Lactarius został przeniesiony przez tego samego autora w „Epicrisis systematis mycologici” z 1838 r.
Niektóre synonimy naukowe:
- Agaricus uvidus Fr. 1818
- Galorrheus uvidus (Fr.) P. Kumm. 1871

Nazwę polską podał Franciszek Błoński w 1898 r.

## Morfologia
Kapelusz
Średnicy 2–8 cm, zabarwiony cielistobrązowawo lub szarobrązowawo, niestrefowany, po ugnieceniu fioletowiejący, u dojrzałych owocników blaknący. Pokryty śluzowatą podczas deszczu skórką. Za młodu jest wypukły, później płaski, na koniec wklęsły. Zawsze występują liliowe odcienie.
Blaszki
Cienkie, nieco zbiegające lub przyrośnięte przy trzonie. Kolor białawy, po skaleczeniu wybarwiają się fioletowo.
Trzon
Wysokość 5–8 cm, grubość 0,5–1,5 cm, w środku gąbczasty, a u starszych okazów pusty. Białawy, częściowo ochrowo-plamisty, przy dużej wilgotności powietrza nieco lepki.
Miąższ
Zbudowany jest z kulistawych komórek powodujących ich specyficzną kruchość i nieregularny przełam. Smak łagodny, po chwili gorzki. Wydziela białe mleczko, szybko wybarwiające się ametystowo na powietrzu.
Wysyp zarodników
Biały
Cechy mikroskopowe
Zarodniki elipsoidalne, o wymiarach 9–11 × 7,5–9 μm, bez pory rostkowej, pokryte drobnymi brodawkami połączonymi listewkami tworzącymi siateczkowaty wzór, amyloidalne.
Gatunki podobne
Charakterystycznymi cechami mleczaja lepkiego są: występowanie w wilgotnych miejscach, lepki i mięsistoliliowy kapelusz z brązowawym odcieniem, niemal zupełny brak prążków na kapeluszu oraz przebarwiające się na ametystowo mleczko blaszek. Podobne są:
- mleczaj lśniący (Lactarius albocarneus). Jego mleczko żółknie, a skórka podczas wilgotnej pogody jest pokryta grubą warstwą śluzu[7]
- mleczaj niebieskawy (Lactarius trivialis). Jego mleczko na powietrzu żółknie[7]
- mleczaj żółtawy (Lactarius aspideus). Jest cieńszy i rośnie tylko pod wierzbami[7].

## Występowanie i siedlisko
Jest szeroko rozprzestrzeniony w Europie, Azji i Ameryce Północnej. W Polsce nie jest rzadki; w piśmiennictwie mykologicznym opisano liczne jego stanowiska.
Naziemny grzyb mykoryzowy. Rozwija się w glebie w lasach iglastych i liściastych, często pod brzozami, bukami, dębami, lipami. Wytwarza owocniki od sierpnia do października. Zazwyczaj występuje gromadnie. Preferuje miejsca wilgotne.

## Znaczenie
Grzyb niejadalny. W Rosji i na Ukrainie uważany jest jednak za grzyb jadalny.